# SOCOM: U.S. Navy SEALs
SOCOM: U.S. Navy SEALs es un juego de acción táctica en tercera persona desarrollado por Zipper interactive y distribuido por Sony Computer Entertainment. Es un título exclusivo para PlayStation 2. SOCOM salió a la venta el 27 de agosto de 2002, convirtiéndose en uno de los primeros juegos en línea para PS2. Además de las 12 misiones offline para un jugador, también destaca el juego en línea via internet, sin cargos de dinero adicionales. El juego puede disponer de unos auriculares con micrófono (optativos) con los cuales podemos dar órdenes de viva voz a los miembros de nuestro equipo en el modo offline, o comunicarnos con los demás en el modo en línea. Así se convierte en el primer juego de PS2 en usar auriculares.
Se han vendido más de 2 millones de copias del juego por todo el mundo desde el 6 de noviembre de 2003, según Sony Computer Entertainment America. Los servidores en línea del juego fueron cerrados el 31 de agosto de 2012.

## Sistema de juego
SOCOM toma el nombre de la abreviatura U.S. Special Operations COMmand (Mando de Operaciones Especiales de los Estados Unidos). El jugador conduce a un equipo de 4 hombres (tres de ellos controlados por IA) del U.S. Navy Seals por 12 misiones distribuidas por 4 regiones: Alaska, Tailandia, Congo y Turkmenistán. En las partidas individuales se podrán dar órdenes al equipo gracias a los auriculares. En el proceso de dar una orden intervienen tres factores: "Quién", "Qué" y "Dónde", por ejemplo: "Bavo, Guiar a, Zulu". También se pueden llevar a cabo estas órdenes manualmente. Las misiones más típicas consisten en: erradicación de terroristas, rescate de rehenes o destrucción de base terrorista. 
Antes de cada misión, el jugador escoge un arma primaria y otra secundaria de un arsenal real que incluye el M4A1, el AK-47, el MP-5 así como el rifle de francotirador M82. También destacan una amplia variedad de pistolas, granadas y otros dispositivos explosivos.

### Juego en línea
En el modo en línea, los jugadores tiene la posibilidad de representar a un soldado SEAL (bando azul) o a un terrorista (bando rojo). Hay tres tipos de partidas, en todos se puede ganar matando a todos los enemigos: 
- Supresión: Enfrentamiento a muerte entre los dos bandos.
- Demolición: Recoger una bomba y colocarla en el campamento enemigo.
- Rescate: El equipo SEAL debe rescatar al menos 2 rehenes, los cuales deben ser protegidos por el equipo terrorista. Si un terrorista mata a un rehén, contará como si hubiera sido rescatado.

## Recepción
En julio de 2006, SOCOM US Navy SEALs había vendido 1.4 millones de copias y ganado $ 82 millones en los Estados Unidos. Next Generation lo clasificó como el 34º juego de mayor venta lanzado para PlayStation 2, Xbox o GameCube entre enero de 2000 y julio de 2006 en ese país. Las ventas combinadas de los lanzamientos de SOCOM alcanzaron los 3.9 millones de unidades en los Estados Unidos en julio de 2006.
El juego recibió críticas positivas. Tiene un puntaje actual de 82 de 100 en Metacritic.